# Antihélix
En el pabellón auricular, una prominencia curva de cartílago, paralela y por delante del hélix. También se le conoce como anthélix. Divide en dos haces, los haces del antihélix, entre los cuales se encuentra una depresión triangular: la fossa triangularis.

## Imágenes

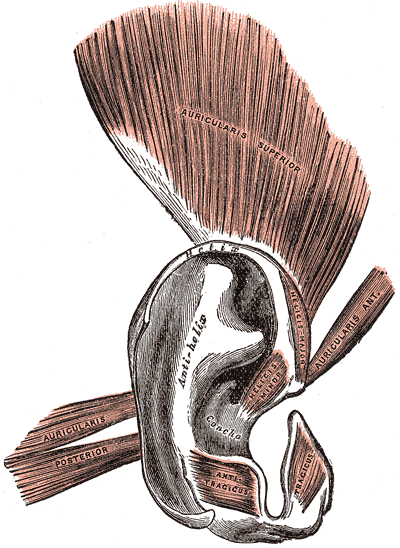
Los músculos de la aurícula.
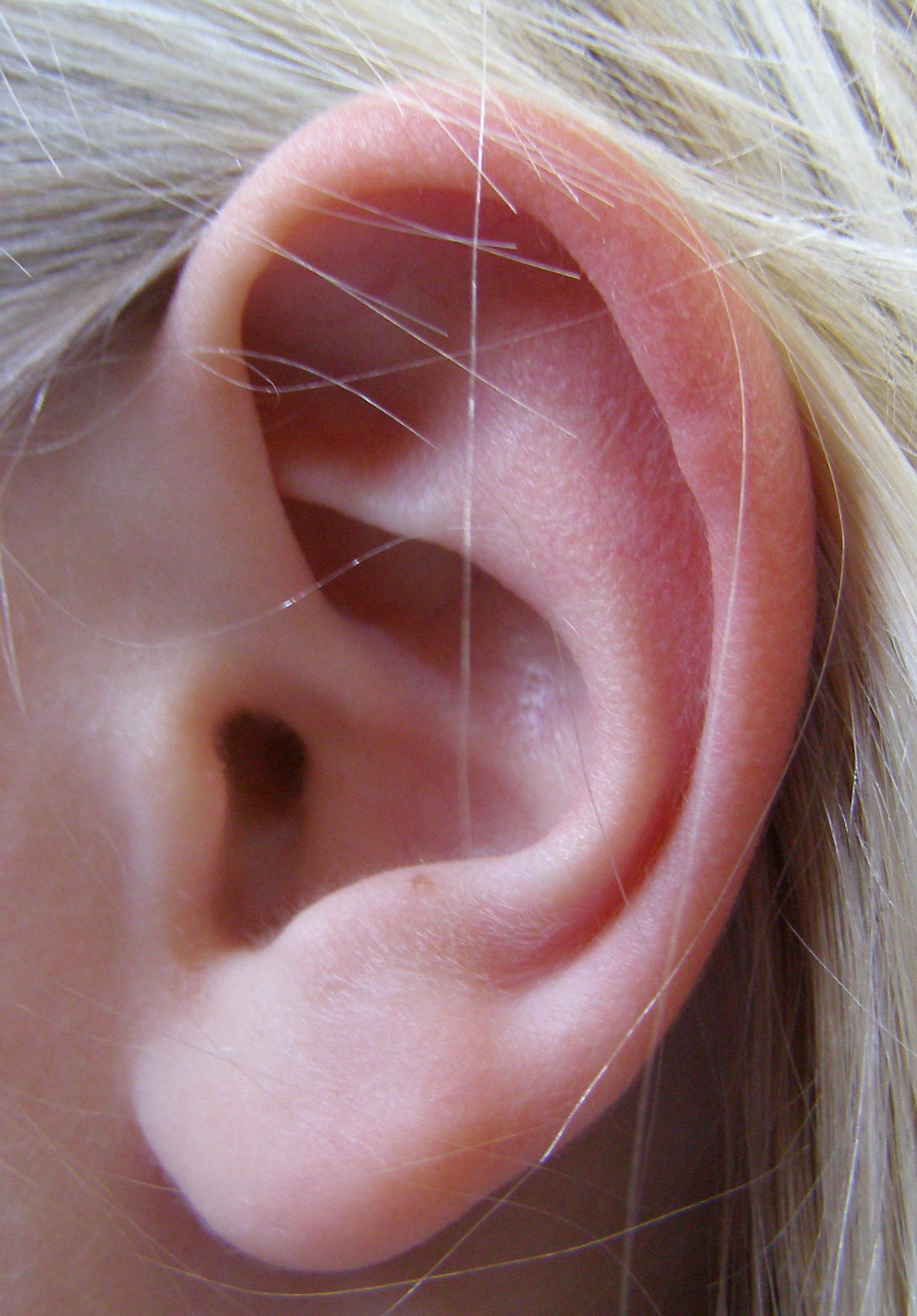
Oreja izquierda

- Datos: Q4774862
- Multimedia: Antihelix / Q4774862